# Gregorio de Nacianzo el Viejo
Gregorio el Viejo o Gregorio de Nacianzo (Nacianceno) el Viejo (h. 276-374) fue el obispo de la sede de Nacianzo en la provincia romana de Capadocia. Sin embargo es recordado sobre todo como el patriarca de una importante familia de eclesiásticos.

## Carrera
Miembro de los hipsistarianos, una secta pagano-judía distintiva que veneraba a Hipsistos, el «Más Grande» Dios, Gregorio fue convencido para que se convirtiera al Cristianismo por su esposa, Nonna en 325. Tanto Gregorio como Nonna provenían de familias acaudaladas, y Gregorio fue capaz de financiar personalmente la construcción de una iglesia en la región. En 328, Gregorio fue seleccionado como obispo de Nacianzo, un cargo que desarrolló hasta su muerte. En cierto momento, Gregorio suscribió el entendimiento arriano de la Trinidad. Sin embargo, esto fue durante un período muy breve y rápidamente renunció a tal posición.

## Familia
Gregorio y Nonna tuvieron tres hijos. Una hija, santa Gorgonia sobrevivió a sus padres sólo un año, y fue alabada en el elogio de su hermano como una esposa cristiana modelo. Su hijo menor, Cesáreo de Nacianzo, estudió en Cesarea Mazaca y en Alejandría y se convirtió en médico. Sirvió en Constantinopla como médico de corte, tanto para Constancio II como para Juliano y falleció en 368. El hijo mayor, también llamado Gregorio (a veces conocido como «el Joven»), sirvió junto con su padre primero como un sacerdote y luego como coadjutor. Gregorio el Joven más tarde se convertiría en patriarca de Constantinopla.